# Viscount Soulbury

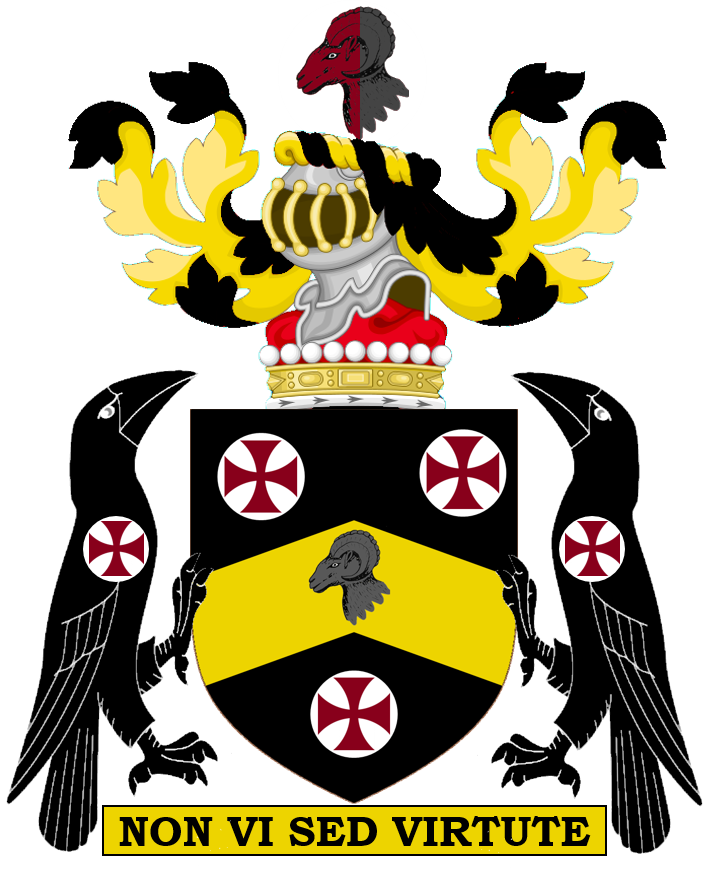
Wappen der Viscounts Soulbury

Viscount Soulbury, of Soulbury in the County of Buckingham, ist ein erblicher britischer Adelstitel in der Peerage of the United Kingdom.

## Verleihung und nachgeordneter Titel
Der Titel wurde am 16. Juli 1954 für den konservativen Politiker Herwald Ramsbotham, 1. Baron Soulbury, geschaffen. Dieser war zuletzt Generalgouverneur von Ceylon gewesen, nachdem er zuvor verschiedene Ministerämter in der britischen Regierung innegehabt hatte.
Dem ersten Viscount war bereits am 6. August 1941, als er aus dem House of Commons ausgeschieden war, in der Peerage of the United Kingdom der fortan nachgeordnete Titel Baron Soulbury, of Soulbury in the County of Buckingham, verliehen worden.

## Liste der Viscounts Soulbury (1954)
- Herwald Ramsbotham, 1. Viscount Soulbury (1887–1971)
- James Herwald Ramsbotham, 2. Viscount Soulbury (1915–2004)
- Peter Edward Ramsbotham, 3. Viscount Soulbury (1919–2010)
- Oliver Peter Ramsbotham, 4. Viscount Soulbury (* 1943)

Titelerbe (Heir apparent) ist der Sohn des jetzigen Viscounts, Hon. Edward Herwald Ramsbotham (* 1966).